# Залозный, Иван Александрович
Иван Александрович Залозный — советский хозяйственный, государственный и политический деятель, Герой Социалистического Труда.

## Биография
Родился в 1928 году в селе Носеловка. Член КПСС.
С 1946 года — на хозяйственной, общественной и политической работе. В 1946—1988 гг. — колхозник, тракторист в колхозе, военнослужащий Советской Армии в танковых частях в ПНР, дизелист электростанции, участковый механик, бригадир тракторной бригады Доченской МТС в селе Высокое, бригадир тракторной бригады, инженер по технике безопасности колхоза имени Ленинского Комсомола Борзнянского района Черниговской области Украинской ССР.
Указом Президиума Верховного Совета СССР от 8 декабря 1973 года присвоено звание Героя Социалистического Труда с вручением ордена Ленина и золотой медали «Серп и Молот».
Делегат XXVI съезда КПСС.
Умер в селе Носеловка в 2008 году.